# Сура Ат-Таквір
Сура Ат-Таквір (араб. سورة التكوير‎) або Згортання — вісімдесят перша сура Корану. Мекканська, містить 29 аятів.